# China Aviation Industry General Aircraft
China Aviation Industry General Aircraft Company Limited (CAIGA) — китайская авиастроительная компания, дочернее предприятие государственного холдинга AVIC. Специализируется на разработке и производстве лёгких гражданских самолётов. Основана в июле 2009 года. Штаб-квартира расположена в городе Чжухай (провинция Гуандун). 
Крупнейшими акционерами China Aviation Industry General Aircraft являются компании Aviation Industry Corporation of China (Пекин), Guangdong Finance Investment (Гуандун), Hengjian Investment Holding (Гуандун) и Gree Aviation Investment (Чжухай).

## История
Компания CAIGA была основана в 2009 году. В 2010 году она приобрела активы обанкротившейся компании Epic Aircraft, а в 2011 году поглотила компанию Cirrus Aircraft. В марте 2012 года CAIGA продала свою долю в компании Epic Aircraft российскому холдингу Engineering LLC.

## Структура
China Aviation Industry General Aircraft имеет пять производственных баз в китайских городах Чжухай, Шэньчжэнь, Гуйчжоу, Цзинмэнь и Шицзячжуан, а также завод в американской городе Дулут.

### Дочерние компании
- CAIGA South China Aircraft Industry
- CAIGA North China Aircraft Industry
- Special Vehicle & General Aircraft Research Institute
- Wuhan Special Vehicle Corporation
- AVIC Heavy Machinery
- Guihang Automotive Components
- China Aviation Sanxin
- Zhonghang Electronic Measuring Instruments
- Cirrus Aircraft

## Продукция
- Бизнес-джет Starlight 100
- Бизнес-джет Starlight 200
- Бизнес-джет Primus 100
- Бизнес-джет Primus 150
- Бизнес-джет Leadair AG300
- Бизнес-джет Cirrus SF50
- Лёгкий пассажирский самолёт Cirrus SR22
- Лёгкий пассажирский самолёт LE500
- Сельскохозяйственный самолёт Y-5B
- Учебно-тренировочный самолет AG100
- Гидросамолёт AG600
- Гидросамолёт A2C
- Дирижабль Golden Eagle
- Аэростат SZ300

Совместное предприятие CAIGA и Cessna производит бизнес-джет Cessna XLS+ и транспортный самолёт Cessna 208B. Совместное предприятие CAIGA и Harbin Aircraft Industry Group производит лёгкий пассажирский самолёт Y-12E.

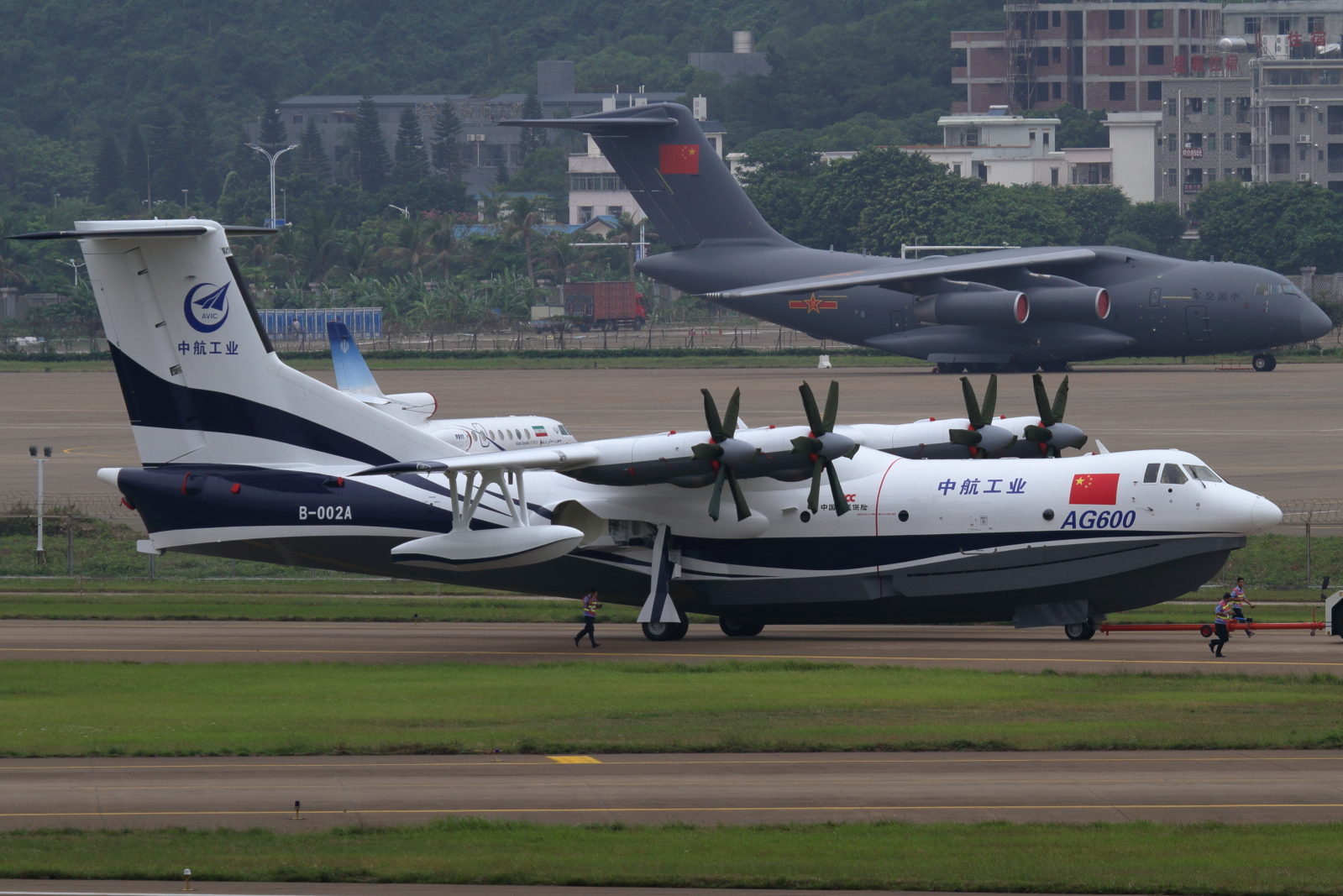
AG-600
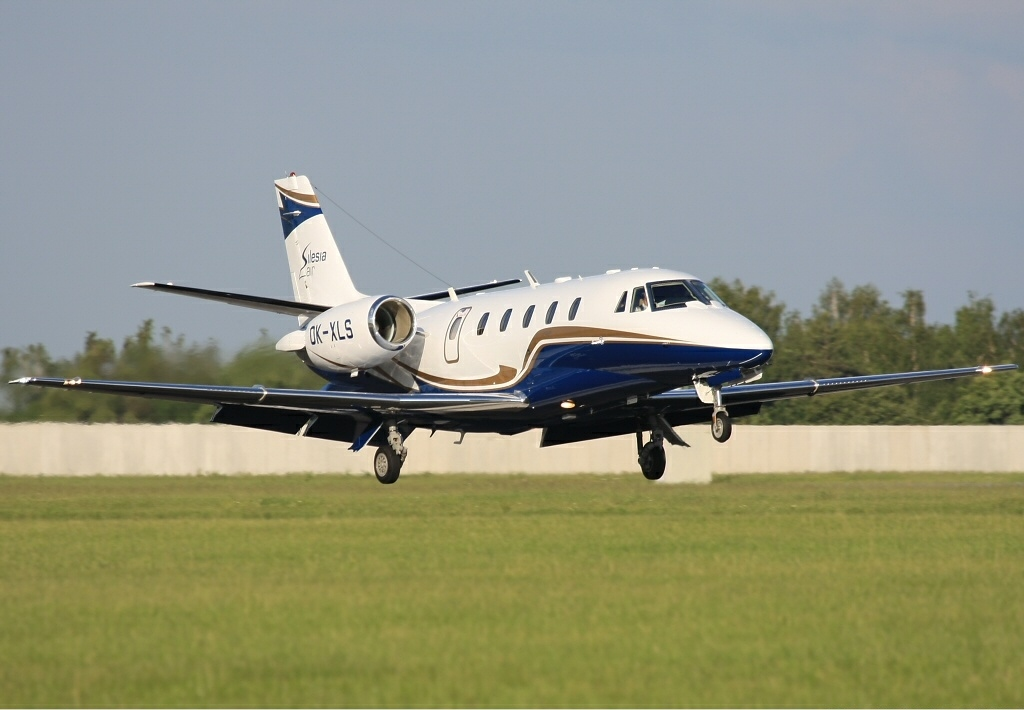
Cessna XLS+
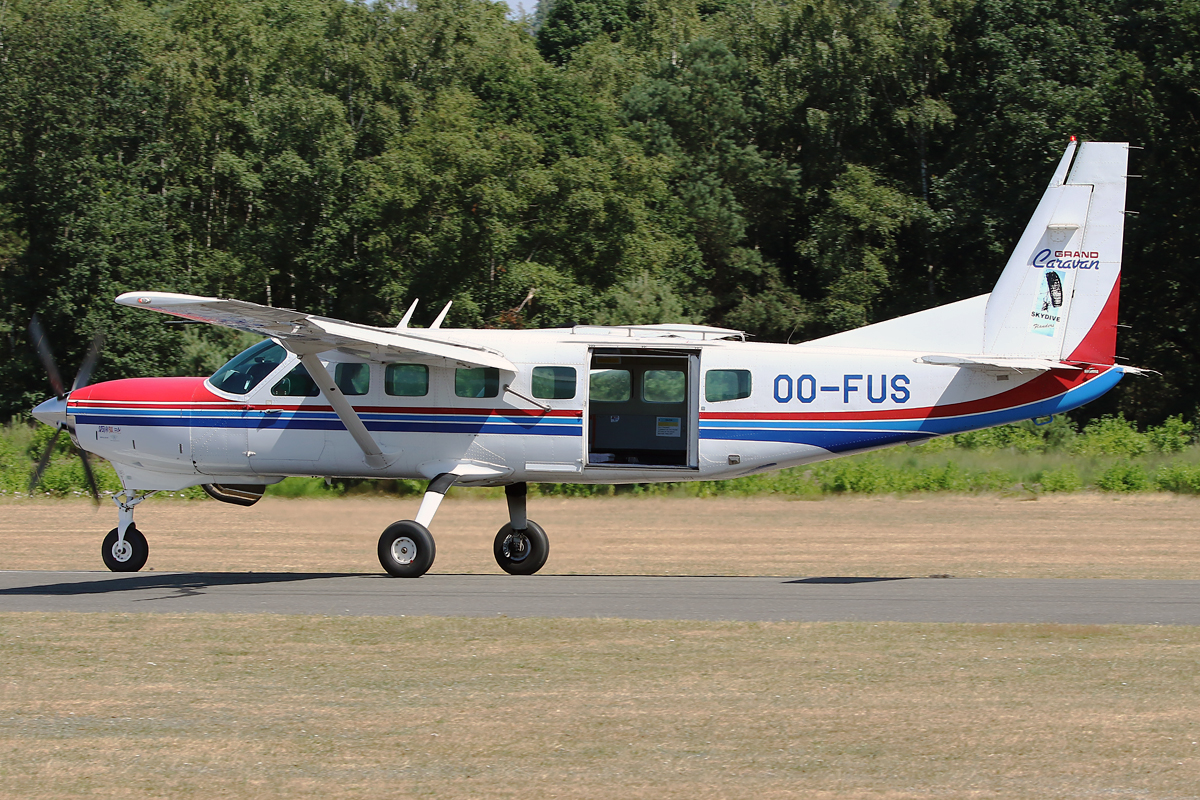
Cessna 208B
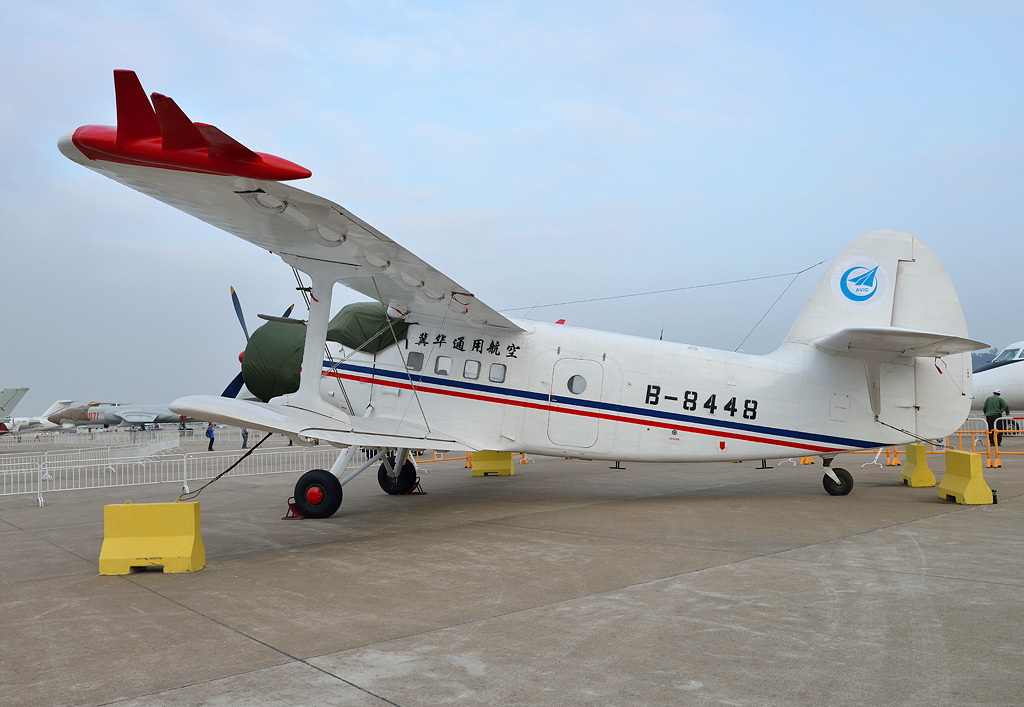
Y-5B
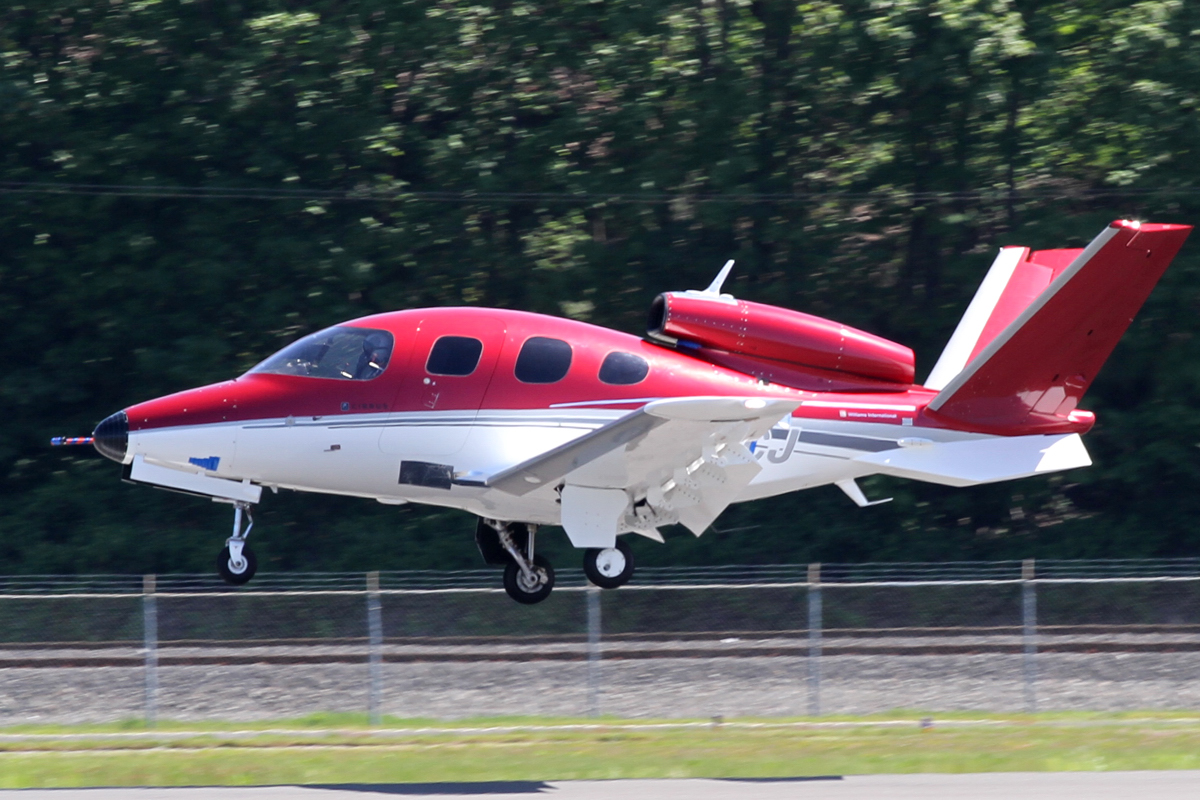
Cirrus SF50
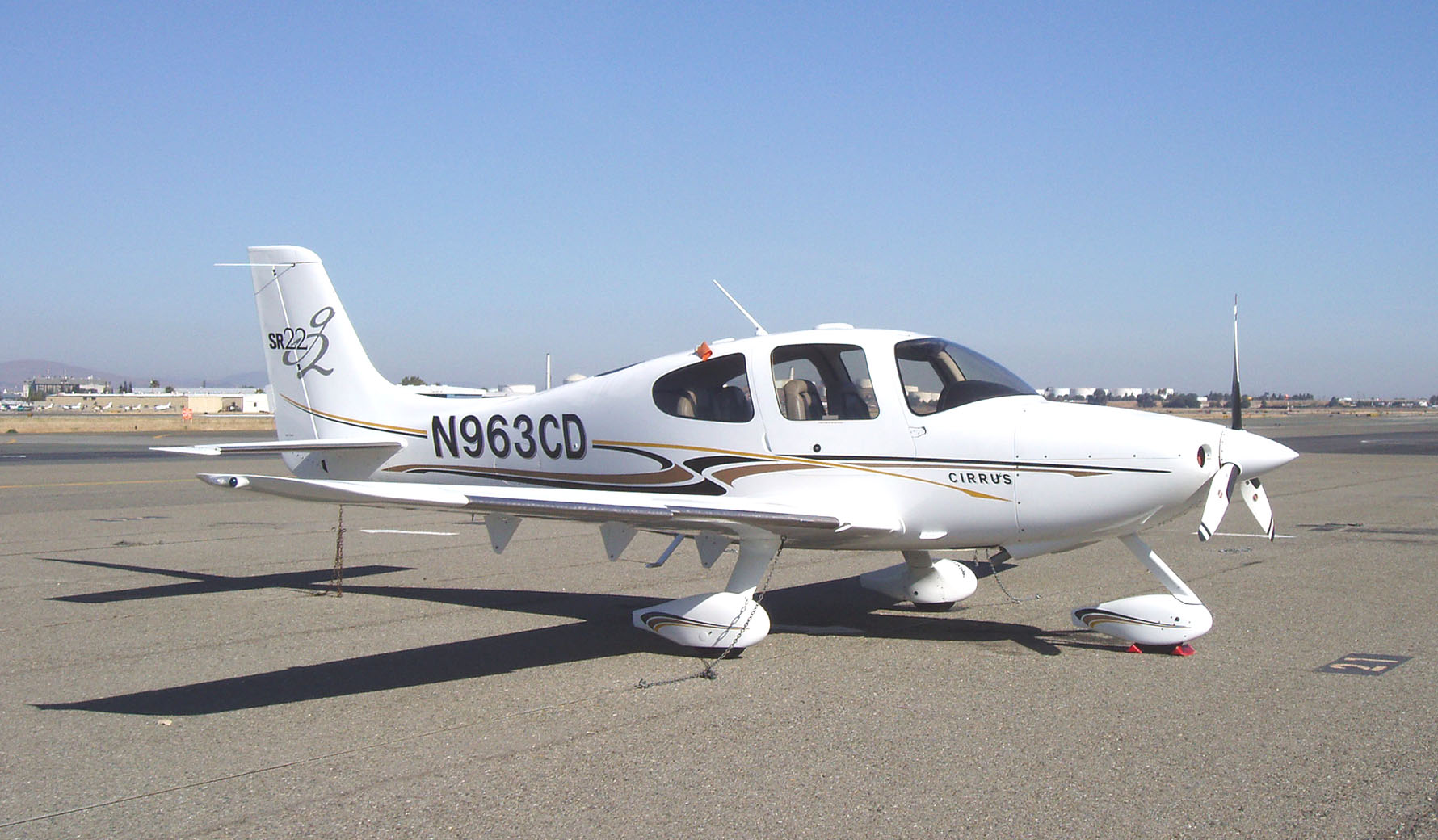
Cirrus SR22